# SA-CV-185
La SA-CV-185 es un camino agrícola de la Red Terciaria de la Diputación Provincial de Salamanca que une la localidad de Linares de Riofrío con el Paraje de la Honfría.

## Origen y Destino
El camino  SA-CV-185  tiene su origen en el casco urbano de Linares de Riofrío en la intersección con la carretera  SA-212 , y termina en el Paraje de la Honfría formando parte de la Red de carreteras de Salamanca.